# Fürst Bismarck (Schiff, 1891–1967)
Der Raddampfer Fürst Bismarck wurde 1891 in der Schiffswerft in Blasewitz gebaut. Das Schiff wurde mit der Baunummer 28 auf Kiel gelegt. Namensgeber war Otto von Bismarck. Im Jahr 1919 erfolgte die Umbenennung in Herrnskretschen, 1921 in Palacký, 1937 in Štěchovice, 1942 in Goldenkron, 1945 in Stalingrad und 1961 in Sněžník.

## Geschichte

### Die Zeit bis 1921

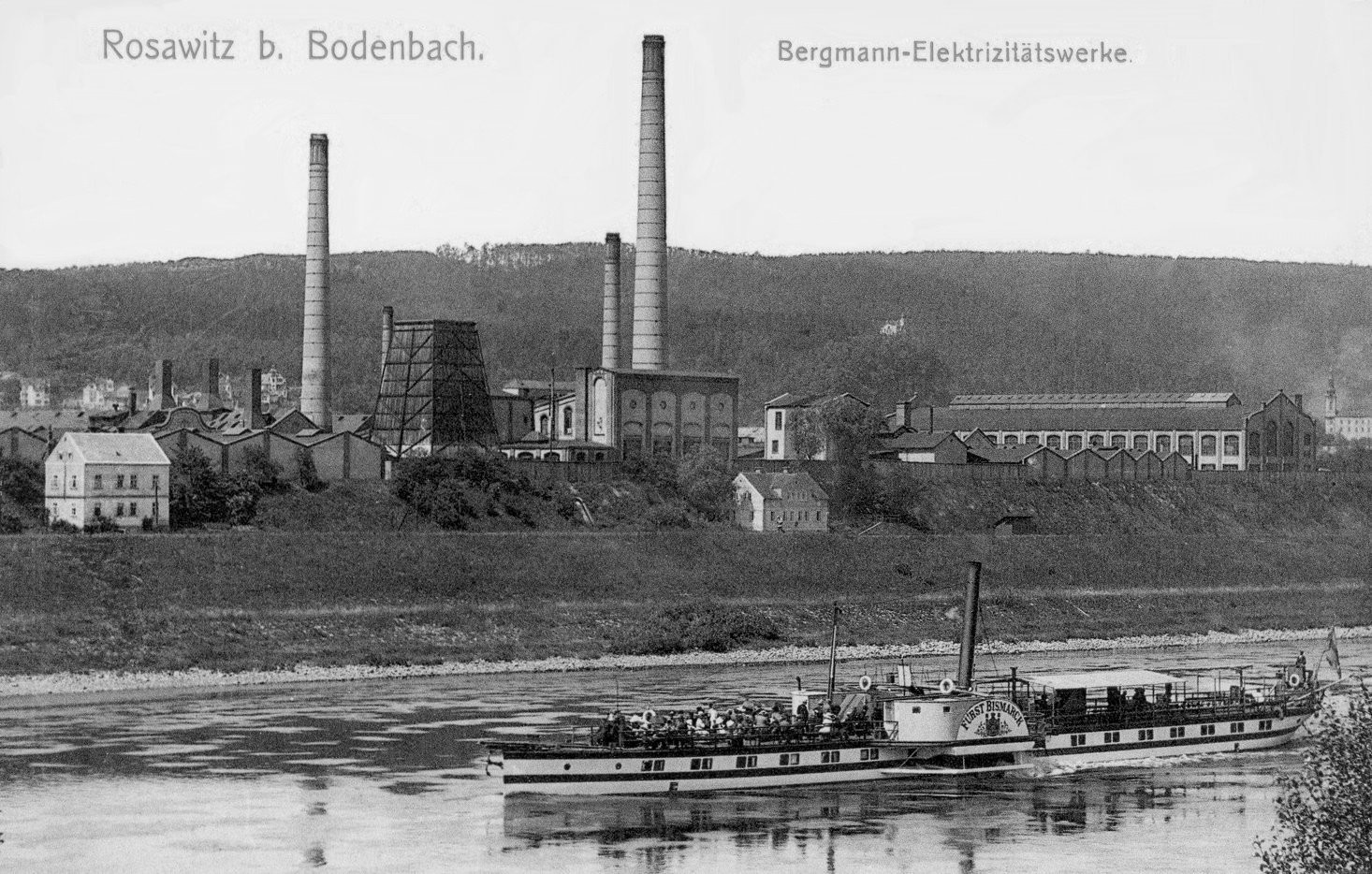
Raddampfer Fürst Bismarck in Bodenbach

Nach der Indienststellung als Glattdeckdampfer fuhr das Schiff für die Sächsisch-Böhmische Dampfschiffahrtsgesellschaft (SBDG). Am 25. Mai 1919 wurde es wie alle Schiffe, die Namen eines Monarchen oder einer Monarchie trugen, umbenannt und erhielt den Namen Herrnskretschen (nach dem Ort Herrnskretschen). Im Jahr 1920 wurde das Schiff aufgrund schwieriger wirtschaftlicher Bedingungen nach dem Ende des Ersten Weltkrieges aufgelegt und im März 1921 gemeinsam mit der Stadt Wehlen für 200.000 Tschechische Kronen je Schiff an die Prager Dampfschifffahrtsgesellschaft PPS (Pražská paroplavební společnost) verkauft. Das Schiff kam hier unter dem Namen Palacký zum Einsatz. Namensgeber war der tschechische Historiker und Politiker František Palacký.

### Die Zeit nach dem Verkauf

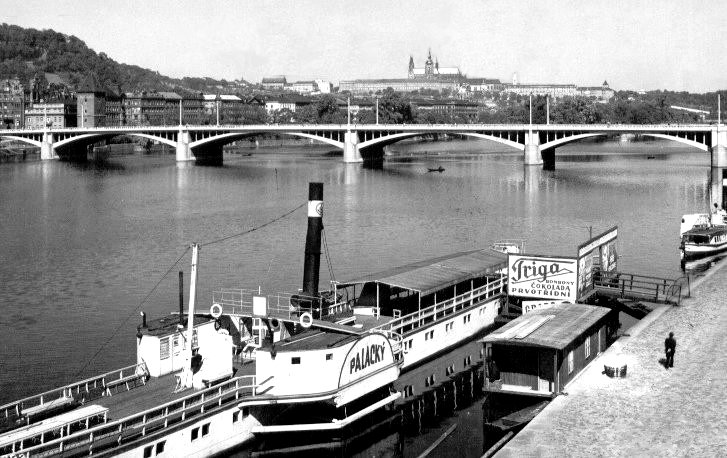
Raddampfer Palacký in Prag

Die Palacký wurde auf der Strecke Prag – Mělník (Melnik) eingesetzt. Zum 1. Januar 1937 wurde die PPS in die neu gegründete Tschechoslowakische Schiffahrts-Aktiengesellschaft (Československou plavební akciovou společností labskou/ČPSL) eingegliedert. Die Palacky wurde im selben Jahr einer Generalüberholung unterzogen. Neben dem Ausbau der Radkästen erhielt sie auch eine Dampfsteuermaschine und den für die tschechischen Schiffe typischen kurzen Schornstein. Danach ging sie unter dem neuen Namen Štěchovice wieder in Fahrt. Es war das zweite Schiff mit diesem Namen. Nach der Besetzung der Tschecho-Slowakischen Republik im März 1939 durch deutsche Truppen wurde die ČPSL in Böhmisch-Mährische Elbeschiffahrt AG (BMES) umbenannt. Die Namen der Schiffe wurden vorerst beibehalten. Erst der im Jahr 1942 ins Amt gesetzte stellvertretende Generaldirektor der Gesellschaft, Richard Tauche, setzte eine Umbenennung der Schiffe durch. Die Štěchovice bekam den Namen Goldenkron. 1940 erhielt das Schiff einen neuen Dampfkessel und die Dampfmaschine wurde zu einer Verbundmaschine umgebaut.
Nach dem Ende des Zweiten Weltkrieges wurde das Schiff 1945 in Stalingrad umbenannt. Am 22. Februar 1948 wurde die PPS verstaatlicht und 1950 im Handelsregister gelöscht. Am 1. Januar 1949 wurde die ČPSL in Tschechoslowakische Elbe-Schifffahrt (Československá plavba Labská/ČSPL) und am 1. Juli 1952 in Tschechoslowakische Elbe-Oder-Schifffahrt (Československá plavba labsko-oderská/ČSPLO) umbenannt. 1961 wurde die Personenschifffahrt der Tschechoslowakei neu gegliedert. Die Stalingrad wurde 1961 unter dem Namen Sněžník in Děčín stationiert und auf der Strecke Aussig – Herrnskretschen eingesetzt. 1964 wurde das Schiff ausgemustert und im Hafen von Rosawitz (Rozbělesy) abgewrackt.

## Die Dampfmaschine
Die Dampfmaschine war eine oszillierende Niederdruck-Zweizylinder-Zwillings-Dampfmaschine mit Einspritzkondensation mit einer Leistung von 110 PS. Gebaut wurde sie wie auch der Zwei-Flammrohr-Kofferkessel mit 2 bar Dampfdruck von der Sächsischen Dampfschiffs- und Maschinenbauanstalt der Oesterreichischen Nordwest Dampfschiffahrtsgesellschaft in Dresden. 1940 wurde die Maschine von der ČKD (Českomoravská-Kolben-Daněk AG) in eine Verbundmaschine mit einer Leistung von 156 PS umgebaut und der 1891 eingebaute Kessel ersetzt. Der neue Dampfkessel hatte 14 bar Dampfdruck.

## Kapitäne des Schiffes
- Carl Eduard Richter 1891–1895
- Friedrich August Müller 1896–1901
- Johannes Heinrich Horn 1902–1910
- Samuel Hermann Füssel 1911–1917
- Gustav Eduard Fischer 1918
- Karl Otto Vierig 1919